# Jalin
Jalin is een bestuurslaag in het regentschap Aceh Besar van de provincie Atjeh, Indonesië. Jalin telt 224 inwoners (volkstelling 2010).